# Briatico
Briatico är en ort och kommun i provinsen Vibo Valentia i regionen Kalabrien i Italien. Kommunen hade 4 427 invånare (2017).